# Conselleria de Treball del Govern de les Illes Balears
El conseller de Treball del Govern de les Illes Balears és el màxim representant de la conselleria de Treball. L'actual consellera de Turisme és Iago Negueruela Vázquez (PSOE), que, a més, gestiona les competències de Comerç i Indústria.